# Carlos Mendieta
Carlos Mendieta Montefur (San Antonio de las Vueltas, 4 novembre 1873 – L'Avana, 27 settembre 1960) è stato un politico cubano.
Soldato durante la guerra d'indipendenza cubana, emerse come uno dei principali oppositori di Gerardo Machado e Ramón Grau San Martín. Dopo la caduta di Grau Mendieta approfittò, appoggiato da Fulgencio Batista, del momento di forte instabilità politica per deporre con un golpe Manuel Márquez Sterling e nominarsi presidente di Cuba il 18 gennaio 1934.
Durante la sua presidenza Mendieta concesso alle donne il diritto di voto e rescisse l'emendamento Platt. Si dimise l'11 dicembre 1935, lasciando la carica a José Agripino Barnet.